# ميليسا داونز
ميليسا داونز (بالإنجليزية: Melissa Downes)‏ هي صحفية أسترالية، ولدت في 1971.